# Young Harris
Young Harris – miasto w Stanach Zjednoczonych, w stanie Georgia, w hrabstwie Towns.

## Znane osoby
Z Young Harris pochodzi Zell Miller, amerykański polityk, senator ze stanu Georgia.